# Thorborg Rappe
Ragnhild Thorborg Rappe, född Rappe 4 oktober 1832 på Marielund, död 18 september 1902, var en svensk friherrinna och pedagog.

## Biografi
Thorborg Rappe var dotter till kammarherre Fredrik Rappe och gifte sig 1854 med sin kusin friherre Carl August Rappe (1828–1877).
Rappe var 1878–1891 föreståndare för den skola för sinnesslöa barn i Stockholm som drevs av Föreningen för sinnesslöa barns vård och var från 1891 till sin död föreståndare för hemmet för kvinnliga idioter där.
Inspirerad av pedagoger som tysken Friedrich Fröbel och fransk-amerikanen Edouard Séguin skrev hon Sveriges första lärobok om undervisning av barn med utvecklingsstörning, vilken utgavs postumt. Hon skrev om "det välsignelserika kallet att söka bringa lif, reda och ljus i de arma idioternas omtöcknade sinnen". Läroboken användes under lång tid, särskilt på det seminarium som drevs av ovannämnd förening på Slagsta utanför Stockholm.
Rappe betraktas fortfarande tillsammans med Emanuella Carlbeck som en av Sveriges verkliga pionjärer beträffande undervisning av barn med utvecklingsstörning. Rappe var även regeringens ombud vid kvinnokongressen i Chicago 1893.